# Liste der Kulturdenkmale in Alach
Die Liste der Kulturdenkmale in Alach enthält die Kulturdenkmale des Ortsteils Alach der thüringischen Landeshauptstadt Erfurt, die vom Thüringischen Landesamt für Denkmalpflege und Archäologie als Bau- und Kunstdenkmale auf dem Gebiet der Stadt mit Stand vom 4. November 2022 erfasst wurden.

## Legende
- Bild: zeigt ein Bild des Kulturdenkmals und gegebenenfalls einen Link zu weiteren Fotos des Kulturdenkmals im Medienarchiv Wikimedia Commons
- Bezeichnung: Name, Bezeichnung oder die Art des Kulturdenkmals
- Lage: Wenn vorhanden Straßenname und Hausnummer des Kulturdenkmals; Grundsortierung der Liste erfolgt nach dieser Adresse. Der Link Karte führt zu verschiedenen Kartendarstellungen und nennt die Koordinaten des Kulturdenkmals.
 Kartenansicht, um Koordinaten zu setzen – in dieser Kartenansicht sind Kulturdenkmale ohne Koordinaten mit einem roten bzw. orangen Marker dargestellt und können in der Karte gesetzt werden. Kulturdenkmale ohne Bild sind mit einem blauen bzw. roten Marker gekennzeichnet, Kulturdenkmale mit Bild mit einem grünen bzw. orangen Marker.
- Datierung: gibt das Jahr der Fertigstellung beziehungsweise das Datum der Erstnennung oder den Zeitraum der Errichtung an
- Beschreibung: bauliche und geschichtliche Einzelheiten des Kulturdenkmals, vorzugsweise die Denkmaleigenschaften
- ID: Die ID identifiziert das Kulturdenkmal eindeutig. In Thüringen sind aktuell keine IDs veröffentlicht. In der ID-Spalte kann sich auch folgendes Icon  befinden, dies führt zu Angaben zu diesem Kulturdenkmal bei Wikidata.

## Liste der Kulturdenkmale in Alach
| Bild                                    | Bezeichnung                                                                             | Lage                                       | Datierung | Beschreibung | ID |
| --------------------------------------- | --------------------------------------------------------------------------------------- | ------------------------------------------ | --------- | --- | -- |
| BW                                      | Gehöft                                                                                  | Am Plan 1 (Karte)                          |           | einzelnes Kulturdenkmal |    |
| BW                                      | Gehöft                                                                                  | Brauhausgasse 3 (Karte)                    |           | einzelnes Kulturdenkmal |    |
| BW                                      | Gehöft                                                                                  | Brauhausgasse 4 (Karte)                    |           | einzelnes Kulturdenkmal |    |
| weitere Bilder Fotos hochladen          | Wohnhaus                                                                                | Brauhausgasse 15 (Karte)                   |           | einzelnes Kulturdenkmal |    |
| BW                                      | Gehöft                                                                                  | Dreifußgasse 2 (Karte)                     |           | einzelnes Kulturdenkmal |    |
| BW                                      | Tor und Portal                                                                          | Grüne Aue 5 (Karte)                        |           | einzelnes Kulturdenkmal |    |
| weitere Bilder Fotos hochladen          | Kirche St. Ulrich                                                                       | Mönchsgasse (Karte)                        | 1405      | mit Ausstattung; einzelnes Kulturdenkmal                                                                                              |    |
| weitere Bilder Fotos hochladen          | Kirchhof                                                                                | Mönchsgasse (Karte)                        |           | einzelnes Kulturdenkmal |    |
| weitere Bilder Fotos hochladen          | Grabmale                                                                                | Mönchsgasse (Karte)                        |           | einzelnes Kulturdenkmal |    |
| weitere Bilder Fotos hochladen          | Gehöft, ehemals Pfarrhaus                                                               | Mönchsgasse 1 (Karte)                      |           | einzelnes Kulturdenkmal |    |
| weitere Bilder Fotos hochladen          | Ehemaliger Gutshof des Petersklosters: Kapellen- und Wohngebäude mit Wirtschaftsgebäude | (Karte)                                    | 1482      | einzelnes Kulturdenkmal |    |
| BW                                      | Wohnhaus                                                                                | Mönchsgasse 6 (Karte)                      |           | einzelnes Kulturdenkmal |    |
| BW                                      | Portal                                                                                  | St.-Ulrichs-Gasse 5 (Karte)                |           | einzelnes Kulturdenkmal; 1984 abgebrochen, wohl seitdem in einzelnen Teilen im Park vor dem Hirtstor liegend                          |    |
| BW                                      | Wohnhaus                                                                                | Steinweg 13 (Karte)                        |           | einzelnes Kulturdenkmal |    |
| weitere Bilder Fotos hochladen          | Waidmühlstein                                                                           | Vor dem Hirtstor (Karte)                   |           | einzelnes Kulturdenkmal |    |
| weitere Bilder Fotos hochladen          | Gefallenendenkmal                                                                       | Vor dem Hirtstor, auf dem Friedhof (Karte) |           | einzelnes Kulturdenkmal |    |
| weitere Bilder Fotos hochladen          | Trauerhalle                                                                             | Vor dem Hirtstor; Windmühlenweg (Karte)    |           | einzelnes Kulturdenkmal |    |
| weitere Bilder Fotos hochladen          | Zentrales Gräberfeld                                                                    | Vor dem Hirtstor; Windmühlenweg (Karte)    |           | einzelnes Kulturdenkmal |    |
| Direkt Bild zu diesem Denkmal hochladen | Grabmal Familie Haupt mit Curstädt und Rühl                                             | Vor dem Hirtstor; Windmühlenweg            |           | einzelnes Kulturdenkmal |    |
| Direkt Bild zu diesem Denkmal hochladen | Grabstein Willy Mey                                                                     | Vor dem Hirtstor; Windmühlenweg            |           | einzelnes Kulturdenkmal; urspr. unter Buchen i.d. Mitte des Friedhofes nahe des zentralen Gräberfeldes gelegen, mehrfach transloziert |    |